# Saison 2016 des Yankees de New York
La saison 2016 des Yankees de New York est la 116e saison en Ligue majeure de baseball pour cette franchise. 
Pour la première fois depuis 1989,, les Yankees, se considérant hors de la course au championnat, profitent de la date limite des échanges pour vendre au plus offrant certains de leurs meilleurs joueurs. C'est ainsi qu'avant le premier août, Andrew Miller, Aroldis Chapman, Carlos Beltrán et Iván Nova sont échangés. Une semaine plus tard, Alex Rodriguez annonce sa retraite.
Curieusement, la saison des Yankees trouve un second souffle après avoir ainsi lancé la serviette. Le mouvement de personnel fait de la place pour la jeune sensation Gary Sánchez, qui frappe 20 circuits en seulement 53 matchs, et atteint ce plateau en 51 parties, le plus rapidement pour n'importe quel joueur des majeures depuis 1930.
Les Yankees terminent l'année avec 84 victoires et 78 défaites, un bilan de seulement 3 victoires de moins que l'année précédente, et la 24e saison consécutive avec un bilan positif. Ils prennent le 4e rang sur 5 équipes dans la compétitive division Est de la Ligue américaine, à 9 matchs de la première place et 5 matchs derrière la dernière place de qualification pour les séries éliminatoires.

## Contexte
Avec 3 victoires de plus qu'en 2014, les Yankees de New York se qualifient en 2015 pour leurs premières séries éliminatoires depuis 2012, mais ils manquent de carburant en fin de calendrier puisqu'ils ne gagnent que 29 matchs contre 31 défaites à partir du 1er août. Avec 87 succès et 75 défaites, ils se classent deuxièmes de la division Est de la Ligue américaine, six matchs derrière les meneurs, Toronto. La participation des Yankees aux éliminatoires de 2015 ne dure qu'un match, puisqu'ils sont blanchis 3-0 par les Astros de Houston lors du match de meilleur deuxième de la Ligue américaine.

## Calendrier pré-saison
L'entraînement de printemps 2016 des Yankees se déroule du 2 mars au 2 avril.

## Saison régulière
La saison régulière de 162 matchs des Yankees débute le 4 avril 2016 par la visite au Yankee Stadium des Astros de Houston et se termine le 2 octobre suivant. 

### Classement
| Ligue américaine division Est | V  | D  | %    | Diff. | Diff. (séries) |
| ----------------------------- | -- | -- | ---- | ----- | -------------- |
| Red Sox de Boston             | 93 | 69 | ,574 | -     | -              |
| Blue Jays de Toronto          | 89 | 73 | ,549 | 4     | -              |
| Orioles de Baltimore          | 89 | 73 | ,549 | 4     | -              |
| Yankees de New York           | 84 | 78 | ,519 | 9     | 5              |
| Rays de Tampa Bay             | 68 | 94 | ,420 | 25    | 21             |

## Effectif

### Receveurs
| Joueur        | MJ  | R  | HR | RBI | SB | OPS   | WAR  |
| ------------- | --- | -- | -- | --- | -- | ----- | ---- |
| Brian McCann  | 130 | 56 | 20 | 58  | 1  | .748  | 0,9  |
| Austin Romine | 62  | 17 | 4  | 26  | 1  | .650  | -0,2 |
| Gary Sanchez  | 53  | 34 | 20 | 42  | 1  | 1.032 | 3,0  |

### Champ Intérieur
| Joueur          | MJ  | R  | HR | RBI | SB | OPS  | WAR  |
| --------------- | --- | -- | -- | --- | -- | ---- | ---- |
| Didi Gregorius  | 153 | 68 | 20 | 70  | 7  | .751 | 2,2  |
| Starlin Castro  | 151 | 63 | 21 | 70  | 4  | .734 | 1,3  |
| Chase Headley   | 140 | 58 | 14 | 51  | 8  | .716 | 2,6  |
| Mark Teixeira   | 116 | 43 | 15 | 44  | 2  | .654 | -0,6 |
| Ronald Torreyes | 72  | 20 | 1  | 12  | 2  | .680 | 0,5  |
| Alex Rodriguez  | 65  | 19 | 9  | 31  | 3  | .598 | -1,2 |

### Champ Extérieurs
| Joueur          | MJ  | R  | HR | RBI | SB | OPS  | WAR  |
| --------------- | --- | -- | -- | --- | -- | ---- | ---- |
| Brett Gardner   | 148 | 80 | 7  | 41  | 16 | .713 | 3,4  |
| Jacoby Ellsbury | 148 | 71 | 9  | 56  | 20 | .703 | 2,8  |
| Aaron Hicks     | 123 | 32 | 8  | 31  | 3  | .617 | -0,3 |
| Carlos Beltran  | 99  | 50 | 22 | 64  | 0  | .890 | 1,7  |
| Rob Refsnyder   | 58  | 25 | 0  | 12  | 2  | .637 | -0,1 |

### Lanceurs partants
| Joueur          | MJ | V  | SO  | ERA  | WHIP |
| --------------- | -- | -- | --- | ---- | ---- |
| Michael Pineda  | 32 | 6  | 207 | 4,82 | 1,35 |
| Masahiro Tanaka | 31 | 14 | 165 | 3,07 | 1,08 |
| CC Sabathia     | 30 | 9  | 152 | 3,91 | 1,32 |
| Nate Eovaldi    | 24 | 9  | 97  | 4,76 | 1,31 |
| Luis Severino   | 22 | 3  | 66  | 5,83 | 1,45 |
| Ivan Nova       | 21 | 7  | 75  | 4,90 | 1,36 |

### Lanceurs de relève
| Joueur          | MJ | V | S  | SO  | ERA  | WHIP |
| --------------- | -- | - | -- | --- | ---- | ---- |
| Dellin Betances | 73 | 3 | 12 | 126 | 3,08 | 1,12 |
| Andrew Miller   | 44 | 6 | 9  | 77  | 1,39 | 0,77 |
| Kirby Yates     | 41 | 2 | 0  | 50  | 5,23 | 1,45 |
| Chasen Shreve   | 37 | 2 | 1  | 33  | 5,18 | 1,27 |
| Aroldis Chapman | 31 | 3 | 20 | 44  | 2,01 | 0,89 |
| Adam Warren     | 29 | 4 | 0  | 25  | 3,26 | 1,25 |
| Tyler Clippard  | 29 | 2 | 2  | 26  | 2,49 | 1,22 |
| Tommy Layne     | 29 | 2 | 1  | 13  | 3,38 | 1,06 |

## Affiliations en ligues mineures
| Niveau            | Équipe                              | Ligue                   |
| ----------------- | ----------------------------------- | ----------------------- |
| AAA               | RailRiders de Scranton/Wilkes-Barre | Ligue internationale    |
| AA                | Thunder de Trenton                  | Eastern League          |
| A-Advanced        | Yankees de Tampa                    | Florida State League    |
| A                 | RiverDogs de Charleston             | South Atlantic League   |
| A (saison courte) | Yankees de Staten Island            | New York - Penn League  |
| Ligue des recrues | Yankees de Pulaski                  | Appalachian League      |
| Ligue des recrues | GCL Yankees                         | Gulf Coast League       |
| Ligue des recrues | DSL Yankees 1                       | Dominican Summer League |
| Ligue des recrues | DSL Yankees 2                       | Dominican Summer League |